# Менеготти, Энцо
Энцо Менеготти (итал. Enzo Menegotti, 13 июля 1925, Верона — 24 февраля 1999, Больцано) — итальянский футболист, играл на позиции полузащитника.
Выступал за «Модену», «Милан», «Удинезе» и «Рома», а также национальную сборную Италии.

## Клубная карьера
Во взрослом футболе дебютировал в 1945 году выступлениями за «Модену», в которой провел шесть сезонов, приняв участие в 153 матчах чемпионата. Большинство времени, проведенного в составе «Модены», был основным игроком команды.
В течение сезона 1951/52 годов защищал цвета клуба «Милан», после чего перешёл в «Удинезу». Сыграл за команду из Удины следующие пять сезонов своей игровой карьеры. Был капитаном команды, которая заняла 2 место в сезоне 1954/55 после «Милана». Тогда же клуб из-за коррупционного скандала был отправлен в серию Б, однако Менеготти остался с клубом и помог ему вернуться в элиту.
В течение 1957—1959 годов защищал цвета клуба «Рома».
Завершил профессиональную игровую карьеру в 1960 году в клубе «Удинезе», куда вернулся летом 1959 года.

## Выступления за сборную
30 марта 1955 года дебютировал в официальных матчах в составе национальной сборной Италии во встрече против ФРГ (2:1). В мае того же года сыграл свой второй и последний матч за сборную против Югославии. Стал первым футболистом «Удинезе», который получил вызов в сборную.
В составе сборной был участником футбольного турнира на Олимпийских играх 1948 года в Лондоне.
Умер 24 февраля 1999 года на 74-м году жизни в городе Больцано.

## Статистика выступлений

### Статистика клубных выступлений
| Сезон   | Команда   | Лига    | Игр | Голов |
| ------- | --------- | ------- | --- | ----- |
| 1946-47 | «Модена»  | Серия A | 8   | 0     |
| 1947-48 | «Модена»  | Серия A | 39  | 3     |
| 1948-49 | «Модена»  | Серия A | 29  | 2     |
| 1949-50 | «Модена»  | Серия B | 42  | 0     |
| 1950-51 | «Модена»  | Серия B | 38  | 4     |
| 1951-52 | «Милан»   | Серия A | 16  | 0     |
| 1952-53 | «Удинезе» | Серия A | 29  | 2     |
| 1953-54 | «Удинезе» | Серия A | 34  | 5     |
| 1954-55 | «Удинезе» | Серия A | 31  | 5     |
| 1955-56 | «Удинезе» | Серия B | 33  | 6     |
| 1956-57 | «Удинезе» | Серия A | 28  | 4     |
| 1957-58 | «Рома»    | Серия A | 34  | 0     |
| 1958-59 | «Рома»    | Серия A | 13  | 0     |
| 1959-60 | «Удинезе» | Серия A | 26  | 2     |
| 1960-61 | «Удинезе» | Серия A | 3   | 0     |